# Polje (Ljubljana)

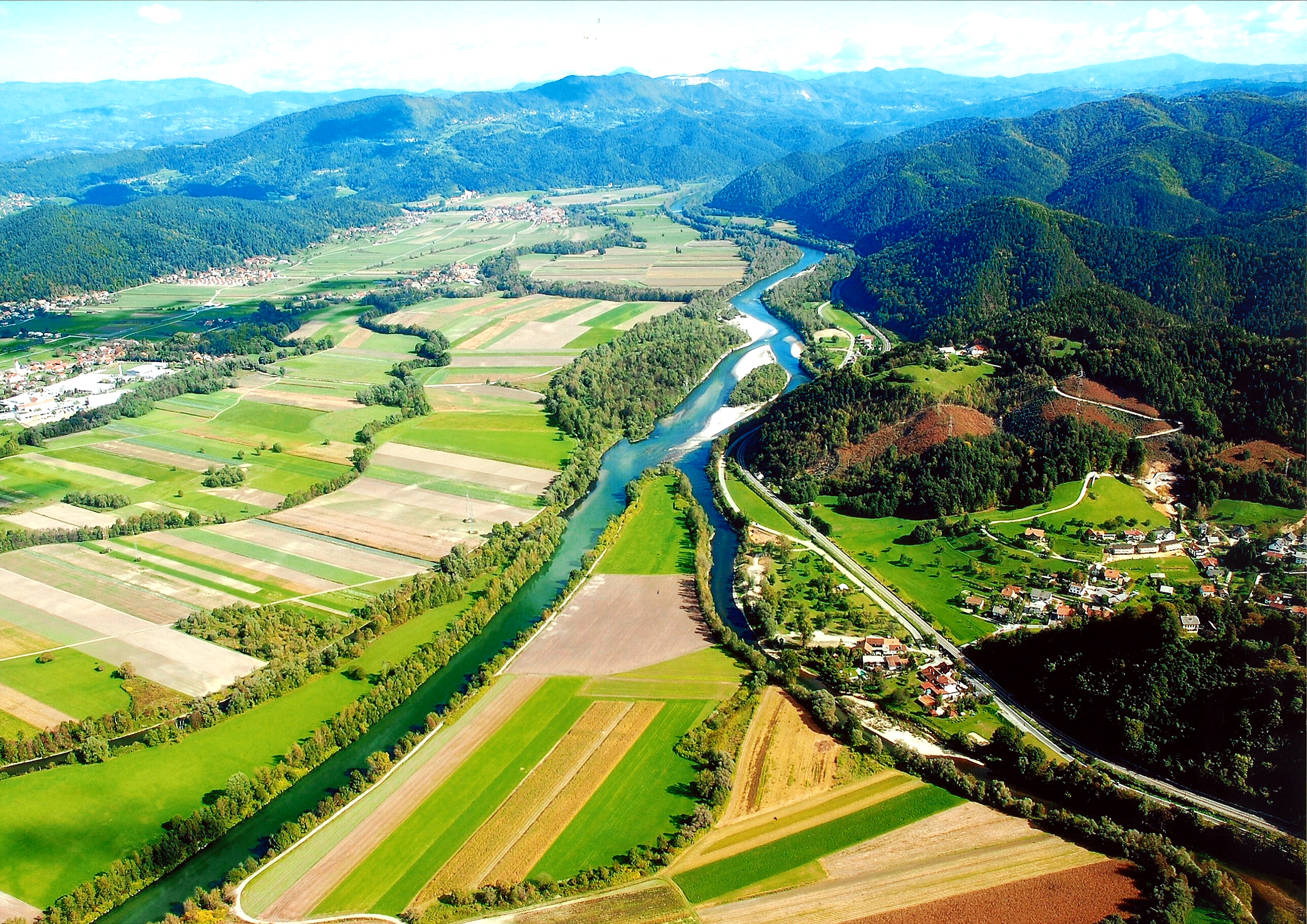
Zusammenfluss von Ljublanica und Save

Polje ist der Name des Stadtbezirks 8 der slowenischen Hauptstadt Ljubljana. 
Der Bezirk umfasst die ehemaligen Siedlungen und Dörfer Polje, Novo Polje, Vevče, Slape, Spodnji und Zgornji Kašelj, Zalog (alt und neu), Brinje, Spodnja, Zgornja Zadobrova sowie Podgorje am rechten Ufer der Ljubljanica in der Nähe ihrer Mündung in die Save.
Der Bezirk grenzt an die Stadtbezirke Črnuče im Norden, Jarše und Moste im Westen sowie Sostro im Süden und Osten.